# Верхний и Нижний Голландские сады
Верхний и Нижний Голландские сады — памятники архитектуры. Расположены в Гатчине. Сады разделяет Карпиный пруд, проходящий от него канал отделяет сады от Дворцового парка. На Голландские сады выходила анфилада Гатчинского дворца, которую занимали Николай I и Александра Фёдоровна.
Берега садов украшены уступами, вынимавшийся при организации прудов и канала грунт использовался для создания террасы под сады.

## История и описание
Название садам было дано в честь Голландии как страны, славящейся своими цветами. Сады устроены как регулярные.
Нижний сад был украшен яркими цветочными партерами в рамках низко подстриженного кустарника. С 1828 года нём стояли три итальянские мраморные статуи — купленные в 1797 или в 1799 году «Амазонка» Фидия (мраморная копия античной из Капитолия, 3500 рублей), «Молодой Марс» (итальянский мрамор, 3500 рублей) и «Сатир, играющий на дудочке» (перенесён при Марии Фёдоровне из Сильвии не ранее 1810 года). Точное расположение скульптур при Павле I неизвестно, в закупочных документах также упоминаются некие мраморные львы — вероятно, те, что позднее были установлены на террасе-пристани, хотя львы на пристани сделаны из гранита, и настолько большая ошибка в указании материалов кажется странной. В XIX веке в саду посадили сирень, что преобразило его суть.
Из Нижнего сада в Верхний вела каменная лестница с маршами в трёх направлениях. Средний марш продолжал центральную продольную аллею, боковые соединялись с аллеей, огибающей Верхний сад по его периметру.
Верхний сад делится аллеями на четыре части, каждая из которых дополнительно разделена диагональными дорожками. На пересечениях аллей сделаны круглые площадки. В центре сада на одной из площадок стоит Афина (Италия, XVIII век). От поперечной аллеи к полукруглой гавани канала Карпина пруда ведёт широкая каменная лестница.
Афина и Амазонка голландских садов предположительно выполнены Карло Альбачини.
Садовые лестницы строились в 1796—1797 годах. Капитальный ремонт лестниц проходил в конце 1840-х годов и в 1900-х годах.
После Великой Отечественной войны планировка садов была восстановлена.

## Галерея

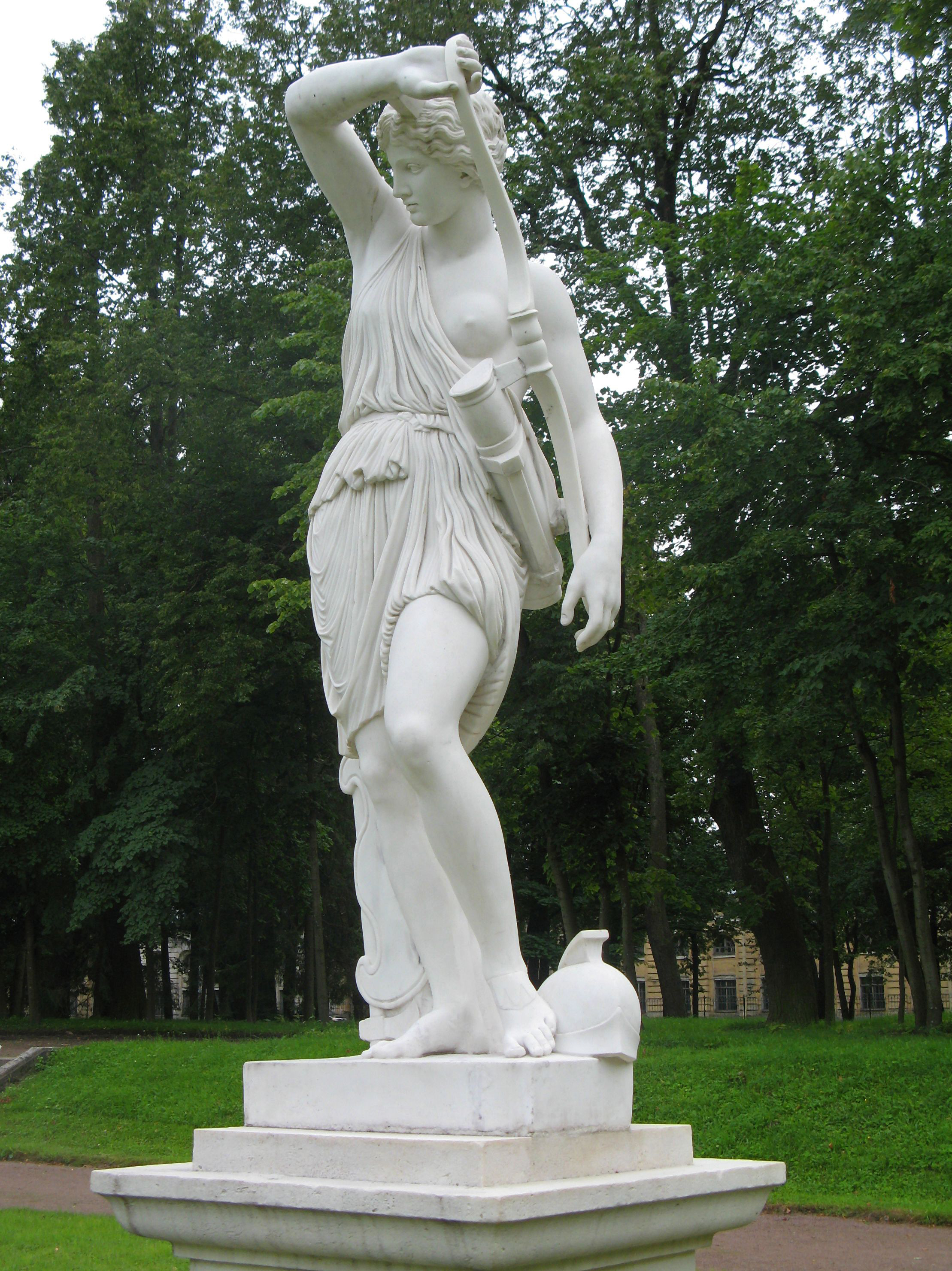
Нижний сад. Амазонка Фидия.
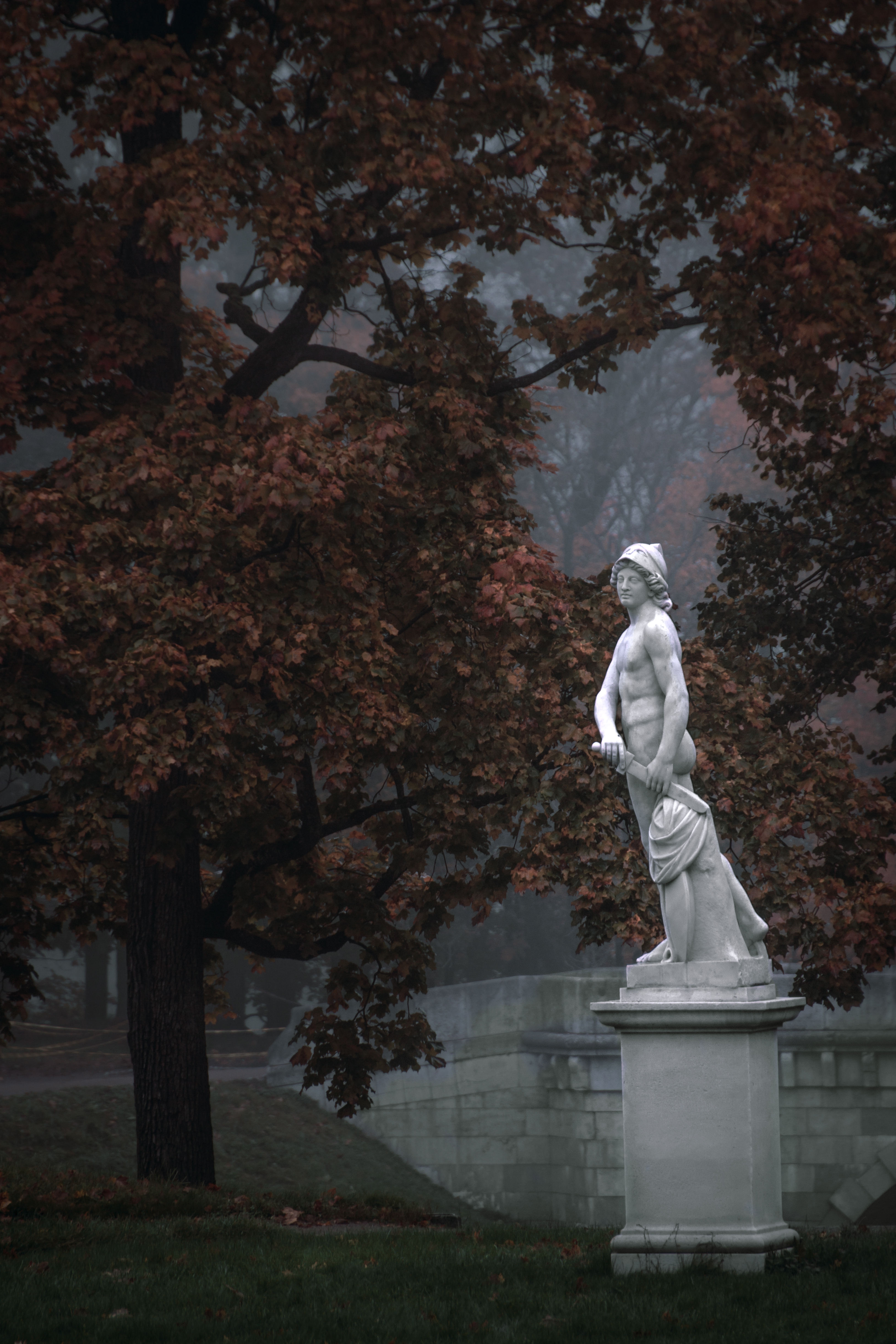
Нижний сад. Молодой Марс.
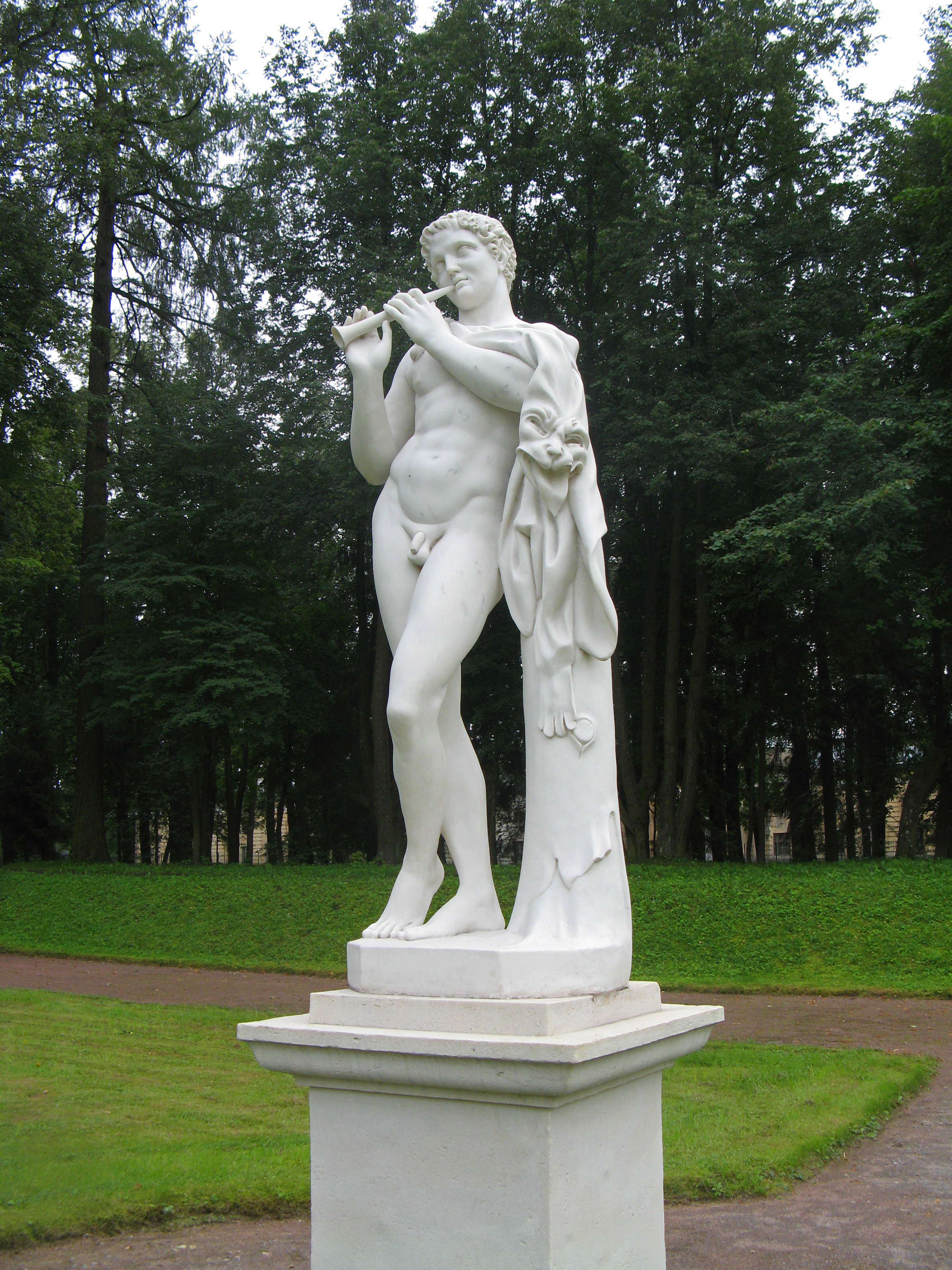
Нижний сад.Сатир, играющий на дудочке.
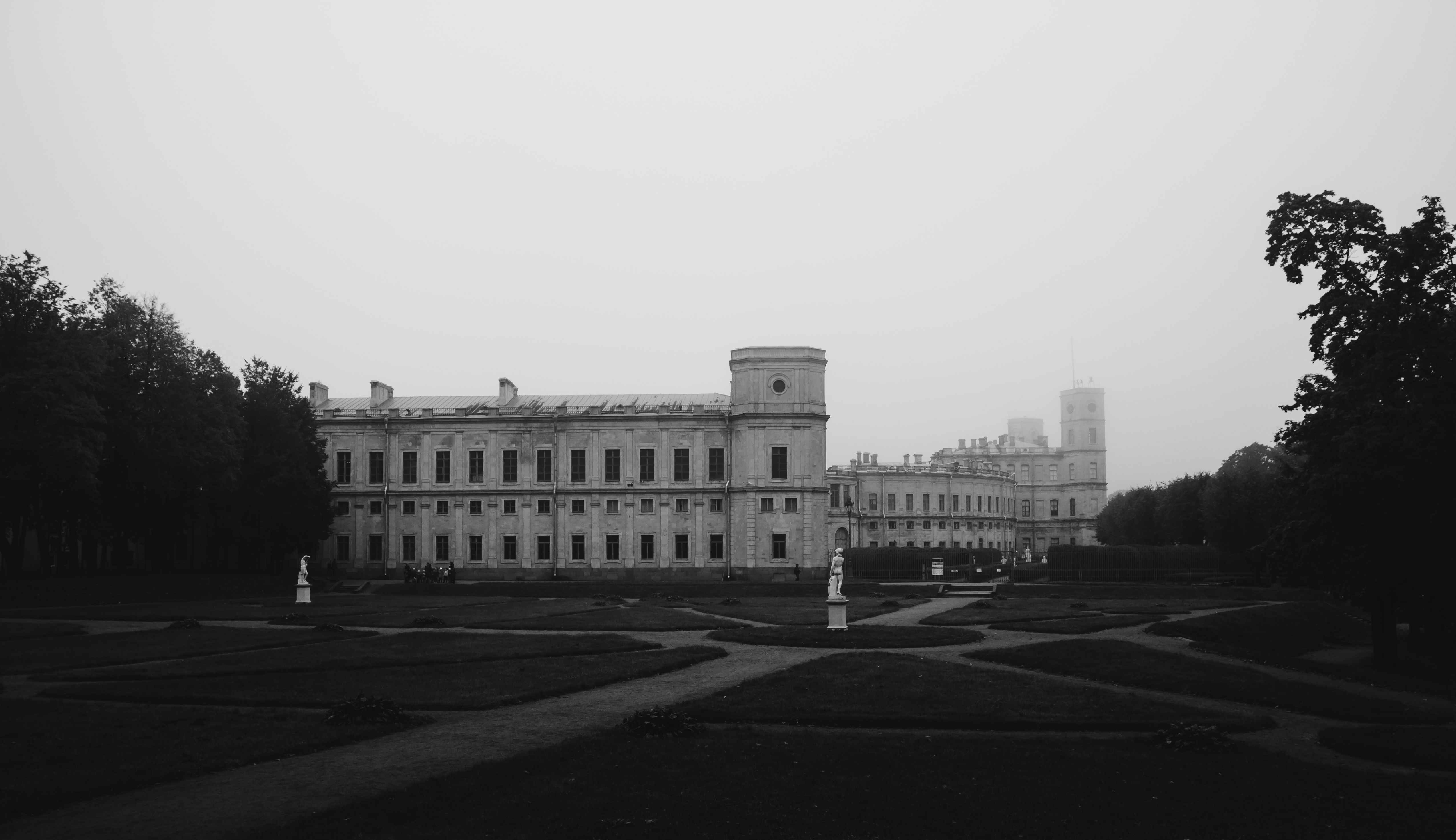
Нижний сад.
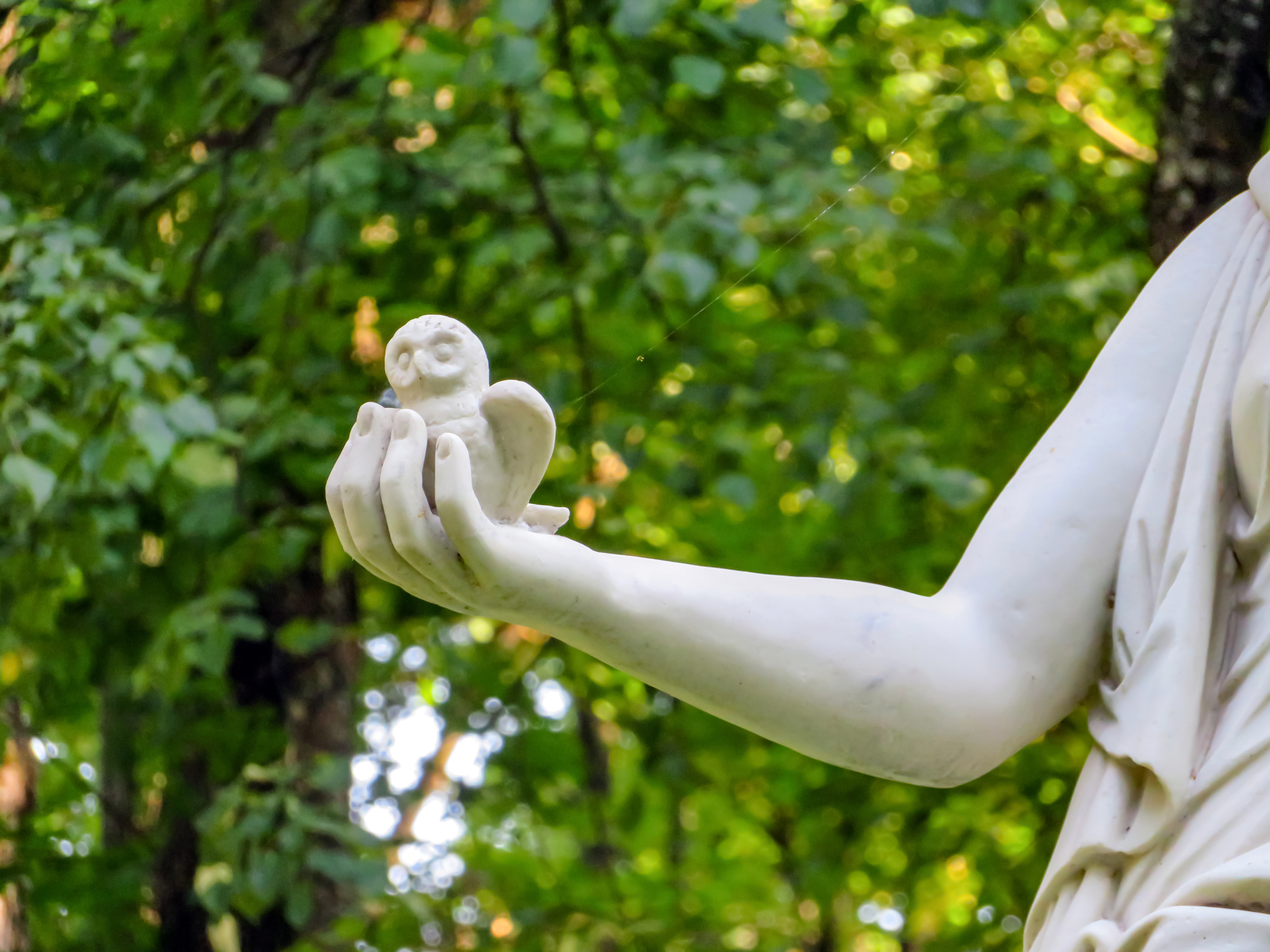
Верхний сад. Совёнок в руке Афины.